# Csillag István (orvos)
Csillag István (Budapest, Terézváros, 1913. április 7. – Budapest, 1997. december 8.) sebészorvos, orvostörténész, az orvostudományok kandidátusa (1962).

## Élete
Pedagóguscsaládból származott. Apja Csillag Lipót (1879–1965) volt, az Országos Izraelita Tanítóképző kántorképzőjének tanára, aki zeneszerzéssel és népdalgyűjtéssel is foglalkozott, anyja Pintér Erzsébet (1889–1969). Anyai nagyapja Pintér Ignác (1861–1934), a Pesti Leánypolgári Iskola igazgatója, az Izraelita Tanügyi Értesítő szerkesztője és tankönyvszerző volt.
Az Abonyi utcai zsidó gimnáziumban érettségizett 1931-ben és közben négy szemesztert elvégzett a Zeneakadémián is. Orvosi tanulmányait a numerus clausus miatt Bolognában kezdte, majd 1940-ben a szegedi Ferenc József Tudományegyetemen fejezte be. Sebészeti gyakorlatát a Szent Margit Kórházban kezdte. A második világháború alatt munkaszolgálatra vitték, ahonnan csak a háború végén térhetett haza. 1945 és 1947 között a Szent Rókus Kórház sebészeti osztályán dolgozott. 1947 és 1957 között az I. számú sebészeti klinikán volt tanársegédi minőségben. Amikor 1957-ben Gergely Rezsőt, a klinika docensét kinevezték a Szent János Kórház sebészeti osztályának élére, követte őt új munkahelyére. 1961-ben írta meg A nagyvénák sérüléseinek ellátására vonatkozó kísérletes vizsgálatok címmel kandidátusi értekezését és a következő évben megkapta a kandidátusi fokozatát. Elsősorban a nagyvénák sebészetével foglalkozott, autoplasztikus anyagokat használt, számos új műtéti eljárást dolgozott ki, az ő módszerével fejlesztették a szövetbarát műanyagok beültetését. 1977-ben nyugalomba vonult. A következő évben a New York-i Tudományos Akadémia rendes tagjává választotta. Tagja volt a Magyar Orvostörténelmi Társaságnak.
Jeles orvostörténész, főleg a jeles zsidó származású magyar orvosok munkásságát kutatta, feldolgozta a régi Zsidókórház történetét és foglalkozott a magyar sebészet fejlődésének kérdéseivel.
Közleményei magyar, német, angol és francia nyelven jelentek meg.
A Kozma utcai izraelita temetőben nyugszik (1D1-17-3).

## Családja
Felesége Kurtz Anna (1922–1999).
Gyermekei:
- Csillag István
- Csillag Éva

## Főbb művei
- A nagyvénák sérüléseinek ellátására vonatkozó kísérletes vizsgálatok (Budapest, 1961)
- Régi zsidó orvosok és kórházak Magyarországon (Budapest, 1970)